# Schoenus kennyi
Schoenus kennyi là loài thực vật có hoa trong họ Cói. Loài này được (F.M.Bailey) S.T.Blake miêu tả khoa học đầu tiên năm 1939 publ. 1940.